# شهرستان نامهائه
شهرستان نامهائه (به لاتین: Namhae County) یک منطقهٔ مسکونی در کره جنوبی است که در استان جیونگسانگ جنوبی واقع شده‌است. شهرستان نامهائه ۳۵۷ کیلومتر مربع مساحت و ۵۴٬۳۹۲ نفر جمعیت دارد.

## خواهرخوانده
شهر یایانگ خواهرخواندهٔ شهرستان نامهائه هست.